# IC 131
IC 131 је дио галаксије (напримјер сјајан HII регион) у сазвјежђу Троугао која се налази на листи објеката дубоког неба у Индекс каталогу.
Деклинација објекта је + 30° 45' 10" а ректасцензија 1h 33m 11,1s. Привидна величина (магнитуда) објекта IC 131 износи 14,0. IC 131 је још познат и под ознакама BCL 290C, HII+SCL in M 33.